# Reinhard F. Werner
Reinhard F. Werner (* 26. März 1954 in Kassel) ist ein deutscher theoretischer Physiker.

## Leben
Werner studierte von 1970 bis 1980 Physik an der TU Clausthal, der Universität Marburg und der University of Rochester und wurde 1982 bei Günther Ludwig in Marburg promoviert. 1980 bis 1996 war er an der Universität Osnabrück, an der er sich 1987 in theoretischer Physik habilitierte und wo er in temporärer Position Professor war. 1988 bis 1990 war er am Dublin Institute for Advanced Studies und 1988/89 erhielt er ein Feodor-Lynen-Stipendium der Alexander-von-Humboldt-Stiftung. 1996 wurde er Professor am Institut für Mathematische Physik der TU Braunschweig, und seit 2009 ist er Professor an der Leibniz Universität Hannover. Einen Ruf als Leigh Trapnell Professor für Quantenphysik an die Universität Cambridge schlug er aus. Seit September 2023 ist er pensioniert.
Er befasst sich mit den begrifflichen und mathematischen Grundlagen der Quantenmechanik (Quanteninformationstheorie, Quantenstatistische Mechanik, Zeit in der Quantenmechanik).
2008 war er eingeladener Sprecher auf dem Europäischen Mathematikerkongress in Amsterdam (Locality and unitarity in the structure of quantum cellular automata). 2014 erhielt er den International Quantum Communication Award für seine grundlegenden Beiträge auf dem Gebiet der Quanteninformation: speziell Quantenverschränkung und Nichtlokalität, Quanten-Shannon-Theorie, Quanten-Speicher-Kanäle und quantenzelluläre Automaten (Laudatio). Für 2025 wurde ihm mit der Max-Planck-Medaille eine der höchsten Auszeichnungen der Deutschen Physikalischen Gesellschaft zugesprochen. Werner ist Mitglied der Braunschweigischen Wissenschaftlichen Gesellschaft.